# Три хита карана

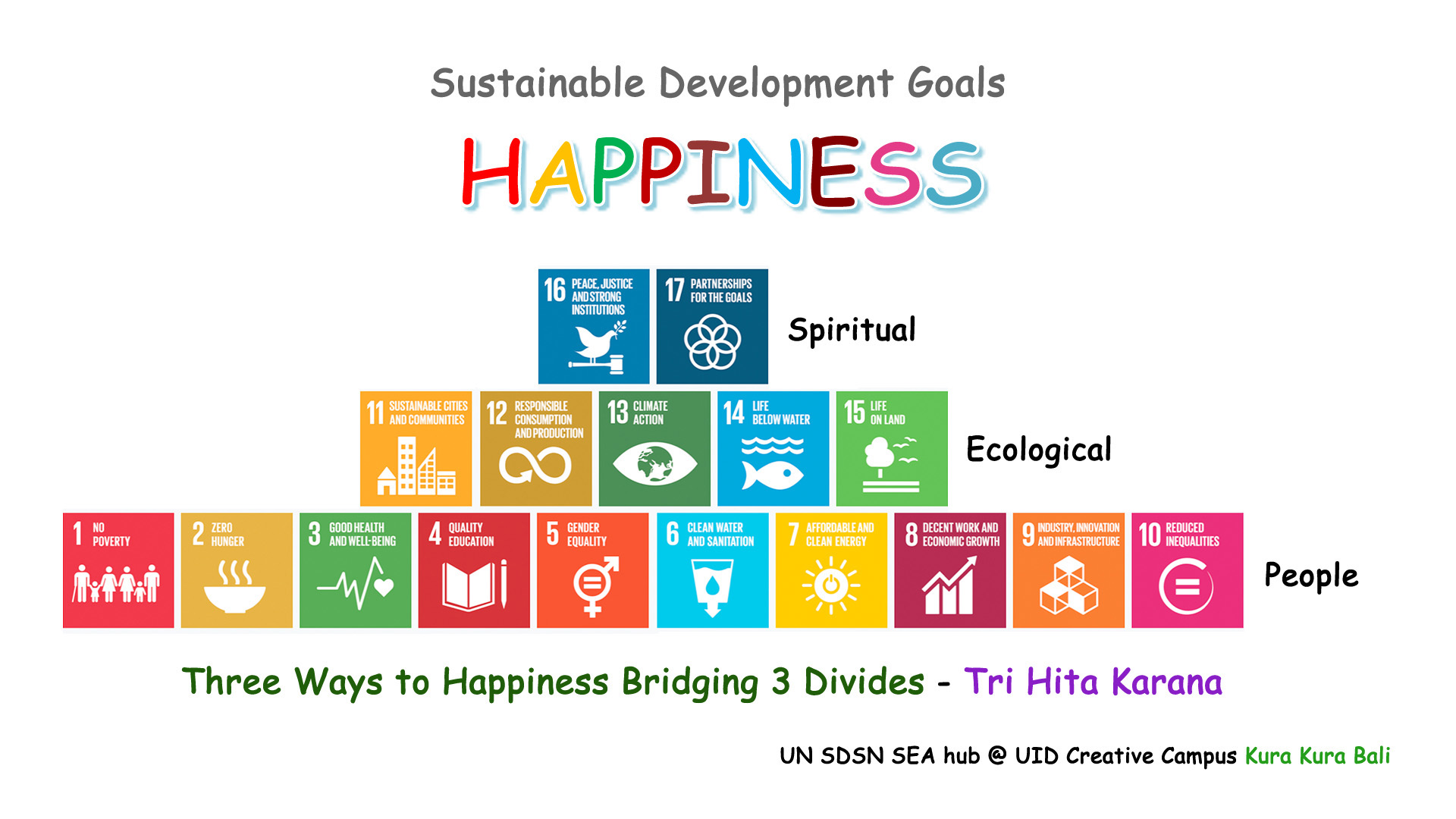
Плакат с использованием элементов Три хита карана, иллюстрирующий Цели устойчивого развития

Три хи́та кара́на (балийск. Tri Hita Karana, буквально — «три источника блага») — религиозно-этическая и социальная концепция, широко распространённая среди коренного населения индонезийского острова Бали. Предписывает налаживание гармоничных отношений с божественными силами, природой и окружающими людьми. Является идеологической основой устройства традиционной балийской крестьянской общины — субака.

## Сущность и происхождение
Буквальное значение балийского словосочетания три хита карана — «три условия благополучия», «три источника благополучия» (tri — три, hita — благополучие, karana — причина, условие). В соответствии с традициями индонезийской общественной лексики, весьма употребительным стало аббревиатурное название концепции — ТХК (THK).
Само понятие введено в оборот относительно недавно — в 1966 году в ходе конференции представителей индуистской общественности, проводившейся провинциальными властями Бали. Вместе с тем, объединённые этим термином принципы являются этической основой жизни традиционного балийского общества на протяжении многих столетий.

Три принципа, составляющие ТХК:
- Гармоничные отношения человека с божественными силами
- Гармоничные отношения человека с природой
- Гармоничные отношения человека с другими людьми

При том, что практически все коренные балийцы исповедуют особую местную разновидность индуизма, принципы ТХК формально не принадлежат к числу индуистских постулатов и в буквальном виде не фигурируют в канонической индуистской литературе. При этом по своему духу они вполне согласуются с индуистским учением и значительной частью балийского населения воспринимаются как неотъемлемый элемент религии, тем более, что проповедованием соответствующей концепции занимаются прежде всего индуистские священнослужители.

## Социальная роль
Теоретически три хита карана призвана определять образ поведения балийца во всех сферах жизни, включая семейные дела, работу и взаимоотношения с властными структурами. Наиболее наглядно эти принципы проявляются в устройстве и жизнедеятельности традиционных балийских общин — субаков, объединяющих значительную часть аграрного населения острова. Фактически, ТХК является официальной идеологией таких общин.
Ключевой хозяйственной составляющей субака является построение и совместная эксплуатация системы ирригации заливных рисовых полей, подразумевающая бережное и рачительное отношение к природным ресурсам. Взаимодействие между общинниками, включая мобилизацию средств, организацию работ и распределение прибыли, осуществляется с учётом особенностей материального положения каждого из них. Центральным сооружением субака является общинный индуистский храм, настоятель которого сопровождает все основные стадии сельскохозяйственных работ соответствующими религиозными церемониями и следит за соблюдением общинниками принципов ТХК в труде и личной жизни.
Принципы ТХК и их воплощение в общественном укладе балийцев являются предметом международных исследований. Крупные работы соответствующей проблематике посвятили, в частности, такие видные американские антропологи, как Клиффорд Гирц и Стивен Лансинг.
С конца XX века индонезийские власти предпринимают усилия по популяризации образа традиционной балийской общины, живущей по идеям ТХК с прицелом, прежде всего, на международную аудиторию, стремясь повысить туристическую привлекательность Бали.
В 2012 году ирригационая система балийских субаков была включена в список Всемирного наследия ЮНЕСКО именно как материальная реализация философии Три хита карана.